# Estorninho-de-dorso-violeta
Estorninho-ametista ou estorninho-de-dorso-violeta (Cinnyricinclus leucogaster) é uma espécie de passeriforme da família Sturnidae.
Pode ser encontrada nos seguintes países: Angola, Benin, Botswana, Burkina Faso, Burundi, Camarões, República Centro-Africana, Chade, República do Congo, República Democrática do Congo, Costa do Marfim, Djibouti, Eritreia, Etiópia, Gabão, Gambia, Gana, Guiné, Guiné-Bissau, Israel, Quénia, Lesoto, Libéria, Malawi, Mali, Mauritânia, Moçambique, Namíbia, Níger, Nigéria, Ruanda, Senegal, Serra Leoa, Somália, África do Sul, Sudão, Suazilândia, Tanzânia, Togo, Uganda, Iémen, Zâmbia e Zimbabwe.